# Emilio Villanueva Peñaranda
Emilio Villanueva Peñaranda (La Paz, Bolivia, 28 de noviembre de 1882 - La Paz, 14 de mayo de 1970) fue un arquitecto urbanista, escritor y teórico de la arquitectura, Profesor Universitario, Rector de la Universidad Mayor de San Andrés, ministro de Instrucción Pública fundador de la Facultad de Ingeniería y de la Escuela de Arquitectura. Fue el más importante maestro modernista de la arquitectura regional boliviana, neo-tiwanakota y considerado el más grande arquitecto boliviano del siglo XX.

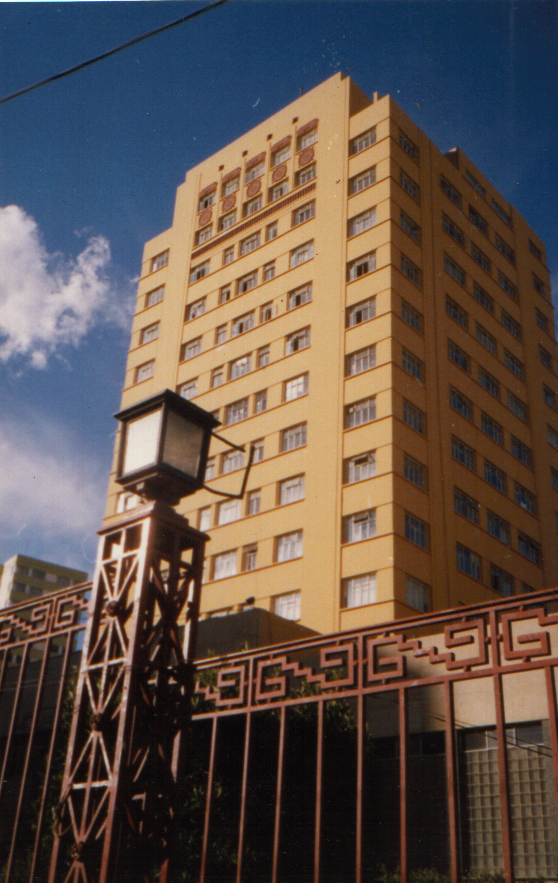

## Biografía
Emilio Villanueva fue el menor de cinco hermanos; José Gabino, Roberto, Lizandro, Sara y Emilio. El hermano mayor fue un médico que terció por la presidencia de la República, ganó las elecciones en 1925, pero no ascendió al gobierno por discrepancias políticas con el jefe del partido Republicano, el caudillo Bautista Saavedra Mallea, quien lo deportó.
José Gabino, Roberto y Emilio estudiaron en Santiago de Chile. Emilio se tituló como Ingeniero Arquitecto. De esta forma se convirtió en la personalidad más influyente en las definiciones técnicas y urbanísticas en la modernización de la ciudad de La Paz, que se yergue como la nueva Sede Política de Bolivia, luego de la llamada Guerra Federal o guerra civil boliviana que se desarrolló entre 1898 y 1899, y que despojó a Sucre de los poderes ejecutivo y legislativo en 1900.

### Primera etapa
Regresó a Bolivia en 1907. En 1909 ganó el concurso internacional para la construcción del Hospital General de Miraflores, después trabajó para el Gobierno Municipal de la ciudad de La Paz, como Primer Ingeniero Municipal. Desde esta instancia define los nuevos radios urbanos de la ciudad, es el autor intelectual del Proyecto de apertura de la avenida central de la ciudad, que se hizo necesaria como consecuencia de la llegada de los ferrocarriles a la ciudad, porque era parte del recorrido Arica-La Paz, Guaqui - La Paz, conexión con Puno Mollendo y Villazón/La Quiaca con la República Argentina. Por ello convocó a un concurso para el diseño de esta obra, el ganador fue su colega Julio Mariaca Pando. También realizó la apertura de la avenida Camacho en 1919, lo que permitiría unir la zona central con la urbanización de Miraflores. En 1920 participó como representante de Bolivia en el Primer Congreso Panamericano de Arquitectura en Montevideo, República Oriental del Uruguay. En 1925 elaboró los planos del Palacio Consistorial de la ciudad y los planos del Banco Central de Bolivia, ambos construidos por el régimen republicano de Bautista Saavedra, como homenaje al Primer Centenario de la Independencia de Bolivia.

### Segunda etapa
En 1926 viajó a París donde estudió urbanismo en la Escuela de Altos Estudios Urbanos de París, donde fue impactado por los nuevos avatares de la Arquitectura Moderna, produciéndose una metamorfosis estilística, hasta entonces afiliada al más puro eclecticismo, en una variación de raíces telúricas, hacia un racionalismo arquitectónico con fuertes connotaciones de las culturas originarias bolivianas, particularmente la de Tiwanaku, una revisión de su producción arquitectónica y urbanística, que se expresará en sus más recientes obras. Al parecer fue discípulo de Léon Jaussely, Brever y Brujeman. A su retorno se hizo cargo de la urbanización de Miraflores, realizada con los conceptos de una ciudad jardín, por encargo del gobierno realizó los planos y la supervisión del Estadio Hernando Siles, el mayor del país en 1929.

### El hombre público
En 1929 fue nombrado Rector de la Universidad Mayor de San Andrés. En 1930 es nombrado Ministro de Instrucción Pública durante el gobierno del Presidente Hernando Siles Reyes (1926-1930) y dicta decretos y Resoluciones Ministeriales en favor de la alfabetización y educación de los indígenas. En 1932 hasta 1935, durante la Guerra del Chaco, defiende la causa boliviana sobre el Chaco Boreal en un libro escrito en París. En 1937 realiza también la urbanización de Calacoto para Julio C. Patiño, bajo los mismos conceptos de ciudad jardín. En 1942 fue llamado a diseñar el edificio de la universidad, que es una de sus obras fundamentales, el primer rascacielos de la ciudad, en un estilo Art decó con expresiones ornamentales de Tiwanaku. 
Posteriormente se dedicaría a la cátedra y a la edición de la primera revista de la escuela de arquitectura, de la que fue creador y Decano. Fue publicista y escribió textos de arquitectura, teoría de la arquitectura, motivos coloniales, así como ensayos sobre urbanismo, varios libros y artículos dispersos, falleció en 1970.

## Síntesis biográfica
- Nace en la ciudad de La Paz, en 1884 estudia en el Colegio San Calixto, estudia arquitectura en Santiago de Chile, egresa y regresa como arquitecto en 1907.
- 1909 Participa del concurso internacional de anteproyectos para el hospital general, su proyecto es seleccionado junto con el del francés Paúl Demoiny
- 1912 Elabora el Plan de la Avenida Central para la ciudad 1913 Convocatora a concurso de proyectos urbanos para la definición de la nueva Avenida Central.
- 1918 Diseño y apertura de la Avenida Camacho.
- 1914 Convoca desde la HAM de La Paz al proyecto de apertura de la avenida Mariscal Santa Cruz, ganada por el Arq. Julio Mariaca Pando.
- 1918 la apertura de la avenida Camacho y Simón Bolívar.
- 1920 Participa en nombre de Bolivia al 1.er Congreso Panamericano de Arquitectura en Montevideo, donde presenta varios proyectos de resolución.
- 1920 Participa del Círculo de Bellas Artes, el mismo que preside en 1921 y en 1927.
- 1922 Proyecta la librería Arnó Hermanos, hoy Gisbert, a pocos pasos de la Plaza Murillo.
- 1923 Construcción del Banco de Simón Iturri Patiño, el rey del estaño, hoy Banco Mercantil.
- 1923 Participa con Ismael Sotomayor del proyecto del Edificio Sáenz, Teatro Princesa en un estilo Art Nouveau
- 1924-25 Escribe Motivos Coloniales y Disquisiciones del Arte Colonial, interpretación sobre el Barroco Andino, dando paso a la Teoría de la Arquitectura en Bolivia. Se publica en el libro del Centenario de la Independencia 1825-1925.
- 1923 Realiza los proyectos del (Banco Central Banco de la nación Boliviana) se construye hasta el año 1927.
- El Palacio Consistorial para el Gobierno de la ciudad de La Paz, en un estilo francés.
- 1925- 1927 Dirige y entrega estos dos edificios, con motivo del 1.er Centenario de la República.
- 1925 Viaja a París y realiza un curso de planificación urbana en el Instituto de Altos Estudios Urbanos de París.
- 1927 Retorna a Bolivia y realiza el proyecto de urbanización de Miraflores concebido como una ciudad jardín.
- 1928 Proyecta el Stadium tiwanacota, parte de la urbanización de Miraflores, abriendo paso a la modernidad en Arquitectura y al estilo neotiwanacota.
- 1929 Dicta varias conferencias en las que se manifiesta abiertamente partidario de la Arquitectura y el Movimiento Moderno conincidente con el 1.er congreso CIAM (congresos Internacionales de Arquitectura moderna) de 1928, liderizados por su colega y contemporáneo Le Corbusier).
- 1929 Proyecta la Ciudad Universitaria, parte de la urbanización de Miraflores, hoy gran cuartel
- 1929 Es nombrado Rector de la UMSA por el presidente Hernando Siles.
- Funda las facultades de Ingeniería y de Economía en la UMSA.
- 1930 Es nombrado Ministro en la cartera de Instrucción pública, ese mismo año se inaugura el Stadium “La Paz”.
- 1932 – 34 Escribe un alegato en favor de Bolivia durante la contienda del Chaco, intitulada "La Questión du Chaco Boreal, La Questión du Chaco Boreal, Le point de vue de la Bolivié, Prefacio de Henry Brouard,", en francés, en París.
- 1937 Por encargo de Julio C. Patiño, diseña la urbanización de Calacoto, también con el estilo de una ciudad Jardín.
- 1939 Escribe Esquema de la Evolución Urbana traducido al inglés, con el título Contemporary City Planning, por C. Woodard y con el prólogo del arquitecto Paul Wadlingler, como texto de la Universidad de Washington.
- 1942 Recibe el encargo de proyectar el edificio de la Universidad Mayor de San Andrés, luego de un concurso internacional que es declarado desierto.
- 1943 Independiza la carrera de Arquitectura de la de Ingeniería y es su primer decano, y profesor hasta el año 1953.
- 1943 Publica el libro “Esquema de la Evolución Urbana”.
- 1944 Funda y dirige la primera revista de arquitectura de La Paz, Arquitectura y planificación.
- 1948 Entrega la primera parte de la UMSA, denominado Monoblock de la UMSA
- 1953 Es despojado de su cátedra, por el régimen del MNR, que lo considera un aristócrata.
- 1966 Es nombrado Decano Honorario Vitalicio de la Facultad de Arquitectura, Urbanismo y Artes Plásticas de la Universidad Mayor de San Andrés.
- 1967 Edita su libro “Urbanística, Práctica - Técnica”.
- 1969 Recibe la máxima distinción del Gobierno de la ciudad de La Paz.
- 1970 Fallece después de haber sufrido una hemiplejía.
- 1975 Se demuele el estadio Hernando Siles, por el dictador Hugo Banzer Suárez.
- 2006 Se publica su Obra Motivos Coloniales y otros escritos sobre La Paz.
- 2007 Es Nombrado doctor honoris causa Póstumo por la Universidad Mayor de San Andrés.

El Gobierno de la Ciudad de La Paz, le otorga el Escudo de Armas de la ciudad, como testimonio póstumo por su trabajo en beneficio de la ciudad de La Paz.